# サッタヒープ郡
サッタヒープ郡（サッタヒープぐん、タイ語:อำเภอสัตหีบ）はタイ中部・チョンブリー県の郡（アムプー）の一つ。バンコク湾のもっとも南東部に位置する。

## 名称
サッタヒープとは「七つの島」を意味する。これはこの地に夜叉よけのための島が七つ設置されたという地元の伝承に基づく。
なお、日本語ではサタヒープ、サタヒップ、サッタヒップなどとも表現される。

## 歴史
サッタヒープは1937年にバーンラムン郡からタムボン・サッタヒープおよびタムボン・ナーチョームティエンが独立し、分郡を形成した。1953年3月1日郡が成立同年同月の10日に官報にその旨が記載され、正式にサッタヒープが成立した。
サッタヒープの付近の開発はターカン (ตากัน) という人物が海賊を追い出し入植したことに歴史が始まるとされる。その後、チュムポーンケートウドムサック親王がこの地に海軍基地を設置したことで軍事都市としての発展を遂げた。
郡の近くにはウタパオ国際空港がありベトナム戦争時代米軍がここをベースに活動したことにより、兵士の保養地としてパッタヤーと隣接するサッタヒープ郡内のチョームティエン・ビーチがパッタヤ-と共に発展を遂げた。
また、2002年12月から翌年1月にかけて世界スカウト機構により30,000人の青少年を集め世界ジャンボリーが開催された。
2022年8月5日、サッタヒープのナイトクラブで火災が発生。13人以上死亡、数十人負傷。

## 地理
バンコク湾の東部最南端にある。海に囲まれており、北部海岸はチョームティエンピーチ南部に当たり、保養地となっている。また、南部の海域にはチュワン島やクラーム島、カーム島などの島嶼が点在し、カーム島海中公園が存在する。一方、西部の半島部や東部の陸地は山地となっている。
郡の主要な交通手段としてタイでも有数の港、サッタヒープ港がある。陸路ではタイ国鉄東本線の最終地点（ラヨーン駅）となっている。また、国道3号線（スクムウィット通り）が南から東に抜けており、チョンブリーとラヨーンと繋がっている。国道332号線はサッタヒープ北部から発信し中心部を囲むように弧を描き、サッタヒープ港と繋がっている。国道331号線は国道332号線と東部で交わり、北のチョンブリー工業団地を通ってさらに北部の工業団地やナコーンラーチャシーマーを結ぶ304号線と繋がっている。

## 経済
郡内の主要な産業は漁業である。また、ビーチがあることから観光産業に従事する者もおり、海軍の兵士（公務員）もいる。

## 行政区分
サッタヒープ郡は5のタムボンに分かれ、その下位にさらに41の村が存在する。郡内には3つの自治体（テーサバーン）が設置されており以下のようになっている。
- テーサバーンタムボン（タムボン自治体）・サッタヒープ・・・タムボン・サッタヒープとタムボン・プルータールワンの一部で展開。
- テーサバーンタムボン・ナーチョームティエン・・・タムボン・ナーチョームティエン
- テーサバーンタムボン・バーンサレー・・・タムボン・バーンサレー

また郡内には5つのタムボン行政体が設置されている。
1. タムボンタムボン・サッタヒープ・・・ตำบลสัตหีบ
2. タムボン・ナーチョームティエン・・・ตำบลนาจอมเทียน
3. タムボン・プルータールワン・・・ตำบลพลูตาหลวง
4. タムボン・バーンサレー・・・ตำบลบางเสร่
5. タムボン・セームサーン・・・ตำบลแสมสาร